# Кубок Волинської області з футболу 2010

## Учасники
У цьому розіграші Кубка взяли участь 8 команд:
| - «Будівельник» (Маневичі) - «Ветеран-Лучеськ» (Луцьк) - «Вотранс-ЛСТМ» (Луцьк) - «Прип'ять» (Любешів) - «Світязь» (Шацьк) - ФК «Володимирівка» (Володимир-Волинський район) - ФК «Камінь-Каширський» (Камінь-Каширський) - ФК «Рожище» (Рожище) |

## Чвертьфінали
Матчі 1/4 фіналу проходили з 31 липня, по 11 серпня 2010 року.
| Команда 1              | Команда 2              | Рахунок |
| ---------------------- | ---------------------- | ------- |
| ФК «Рожище»            | ФК «Володимирівка»     | 1:0     |
| «Світязь»              | «Прип'ять»             | 7:1     |
| «Будівельник»          | «Вотранс-ЛСТМ»         | 2:8     |
| «Ветеран-Лучеськ»      | ФК «Камінь-Каширський» | 3:4     |
| Матчі-відповіді        |                        |         |
| ФК «Володимирівка»     | ФК «Рожище»            | 3:3     |
| «Прип'ять»             | «Світязь»              | 1:7     |
| «Вотранс-ЛСТМ»         | «Будівельник»          | +:-     |
| ФК «Камінь-Каширський» | «Ветеран-Лучеськ»      | 4:1     |

## Півфінали
Матчі 1/2 фіналу проходили з 16 жовтня по 24 жовтня 2010 року.
| Команда 1              | Команда 2              | Рахунок |
| ---------------------- | ---------------------- | ------- |
| «Світязь»              | ФК «Рожище»            | 5:0     |
| ФК «Камінь-Каширський» | «Вотранс-ЛСТМ»         | 1:4     |
| Матчі-відповіді        |                        |         |
| ФК «Рожище»            | «Світязь»              | 1:5     |
| «Вотранс-ЛСТМ»         | ФК «Камінь-Каширський» | 6:2     |

## Фінал
| 30 жовтня 2010 |

| «Світязь»                                                                                | 5:1 | «Вотранс-ЛСТМ»               |
| ---------------------------------------------------------------------------------------- | --- | ---------------------------- |
| Бобилєв Володимир 9' Кедик Ігор 12' Коц Роман 37' Бобилєв Володимир 84' Кедик Ігор 90+1' |     | Коц Роман 88, у свої ворота' |

| Луцьк, стадіон «Авангард» Арбітр: Володимир Журибіда (Луцьк) |

| Володар Кубка Волинської області 2010    |
| ---------------------------------------- |
| «Світязь» (Шацьк) Перша перемога в Кубку |

## Найкращі бомбардири
|   | Гравець             | Клуб                   | Голи |
| - | ------------------- | ---------------------- | ---- |
| 1 | Бобилєв Володимир   | «Світязь»              | 10   |
| 2 | Данилюк Олександр   | ФК «Камінь-Каширський» | 5    |
| 3 | Кедик Ігор          | «Світязь»              | 5    |
| 4 | Махнюк Ігор         | «Вотранс-ЛСТМ»         | 5    |
| 5 | Ягодинець Олександр | «Світязь»              | 5    |
| 6 | Куренов Олександр   | «Вотранс-ЛСТМ»         | 4    |

## Підсумкова таблиця
| Етап       | Команда                                         | I | В | Н | П | РМ    | О  |
| ---------- | ----------------------------------------------- | - | - | - | - | ----- | -- |
| Володар    | «Світязь» (Шацьк)                               | 5 | 5 | 0 | 0 | 29−4  | 10 |
| Фіналіст   | «Вотранс-ЛСТМ» (Луцьк)                          | 5 | 4 | 0 | 1 | 19−10 | 8  |
| Півфінал   | ФК «Камінь-Каширський» (Камінь-Каширський)      | 4 | 2 | 0 | 2 | 11−14 | 4  |
| Півфінал   | ФК «Рожище» (Рожище)                            | 4 | 1 | 1 | 2 | 5−13  | 3  |
| 1/4 фіналу | ФК «Володимирівка» (Володимир-Волинський район) | 2 | 0 | 1 | 1 | 3−4   | 1  |
| 1/4 фіналу | «Ветеран-Лучеськ» (Луцьк)                       | 2 | 0 | 0 | 2 | 4−8   | 0  |
| 1/4 фіналу | «Будівельник» (Маневичі)                        | 2 | 0 | 0 | 2 | 2−8   | 0  |
| 1/4 фіналу | «Прип'ять» (Любешів)                            | 2 | 0 | 0 | 2 | 2−14  | 0  |